# Стамати, Константин
Константин Стамати (молд. и рум. Константин Стамати, Constantin Stamati; 1786, Яссы — 12 сентября 1869, Окница) — молдавский писатель-просветитель.

## Биография
Константин Стамати родился 12 сентября 1786 года в Яссах, столице Молдавского княжества. Писал для журналов «Албина Ромыняскэ» («Albina Românească») и «Дачия Литерарэ» («Dacia Literară»). После присоединения Бессарабии к России в 1812 году поселился в Кишинёве. Стал официальным переводчиком при первой русской администрации края. Был награждён орденом Святой Анны. Встречался в Кишинёве с А. С. Пушкиным. В 1866 году стал одним из основателей Румынской Академии, представляя в ней Бессарабию.
В конце жизни жил в собственном имении в Окнице, где и умер 12 сентября 1869 года.
Сын Стамати — писатель Константин Стамати-Чуря.

## Творчество
Наиболее значительные произведения: сборник «Румынская муза» (1868), поэма «Сказка сказок» (1843), комедия «Матушка, сынок и учитель», написанная под влиянием «Недоросля» Д. И. Фонвизина. Многие работы проникнуты романтическими идеями. Переводил произведения русских писателей.

## Наследие
В Окнице в 1988 году был открыт мемориальный комплекс, посвящённый Стамати. Он включает в себя дом-музей, бюст писателя и вековую липу. В Доме-музее можно увидеть гостиную семьи, рабочий кабинет Константина Стамати и комнату, в которой увековечена память о потомках К. Стамати. В музее представлено 350 предметов: мебель, книги, фотографии, газеты и журналы, документы. В 1992 году комплекс приобрёл статус музея. В 2005 году он вновь открылся после пожара 2002 года.
Именем Стамати названы улицы во многих городах. В Кишинёве имя Стамати носит бывшая улица Кателинская. В 1957 году в Аллее Классиков был установлен бюст писателя (скульптор Леонид Фитов).